# 김경호 (희극인)
2007~2009년 컬투엔터테인먼트 소속 개그맨
MBC 개그야 '경호엄마' 코너 출연
현 이벤트 행사 MC 'MC까꿍'으로 활동 중